# (18237) Kenfreeman
(18237) Kenfreeman (1182 T-2) – planetoida z pasa głównego asteroid okrążająca Słońce w ciągu 3,86 lat w średniej odległości 2,46 j.a. Odkryta 29 września 1973 roku.